# Brachypterolus vestitus
Brachypterolus vestitus is een keversoort uit de familie bastaardglanskevers (Kateretidae). De wetenschappelijke naam van de soort werd in 1850 gepubliceerd door Ernst August Hellmuth von Kiesenwetter.